# 断章
《断章》是“中國現代派”诗人卞之琳的代表作品，写于1935年10月。该作品语言凝练含蓄，据作者自云，该诗原在一首长诗中，但全诗仅有这四行使他满意，于是抽出来独立成章，标题由此而来。该诗是中国现代诗歌史上广为传诵的佳作之一。
本詩為一首意蘊艱深的哲理詩，另有一說，認為此詩係寫給張充和的情詩。
|  | 你站在橋上看風景，看風景人在樓上看你。 明月裝飾了你的窗子，你裝飾了別人的夢。 |